# Ludmila Matrtajová
Ludmila Matrtajová, dívčím příjmením Vejmelková, (úmrtí 18. listopadu 2015) byla obdivovatelkou české pěvkyně Jarmily Novotné, se kterou se osobně znala. Na její počest založila Společnost Jarmily Novotné, kterou rovněž vedla. Se společností připravila několik výstav, jimiž připomínala zpěvaččin život. Vedle výstav organizovala i výlety či besedy.
V roce 2002 vydala publikaci nazvanou Vzpomínky na Černošice a můj kulturní život, ve které popisuje kulturní život v Černošicích od roku 1910.
Z jejího podnětu má někdejší český herec Ivan Jandl ve vesmíru planetku pojmenovanou svým jménem.